# Merkos L'Inyonei Chinuch
Merkos L'Inyonei Chinuch (en hebreu: מרכז לענייני חינוך) (en català: Organització Central per a l'Educació) és el braç educatiu del moviment hassídic Habad Lubavitx. 

## Estructura
Merkos L'Inyonei Chinuch és l'organisme oficial responsable de l'establiment dels centres de Habad arreu del Món. L'organització va ser fundada en 1943 pel sisè Rebe de Habad, el Rabí Yosef Yitzchak Schneerson, qui va nomenar director i secretari al seu gendre, el Rabí Menachem Mendel Schneerson, qui més tard esdevindria el setè Rebe de Habad. Actualment, el Rabí Chaim Yehuda Krinsky serveix com a secretari.
El vice-secretari és el Rabí Moshe Kotlarsky, qui supervisa la xarxa global d'emissaris, aprova la construcció de nous centres i dirigeix la convenció anual internacional d'emissaris de Habad. L'organització té aquestes divisions:
- La Biblioteca Central de Habad Lubavitx: és la llar de 250.000 llibres i més de 100.000 cartes, artefactes i imatges. El seu director és el Rabí Dovber Levine.[3][4]

- Chabad.org: és un repositori en línia de coneixement jueu i informació, que atreu a un milió d'usuaris per any.[5]

- Jewish Educational Media (JEM): és la divisió audiovisual del moviment Habad Lubavitx, va ser fundada en 1980.[6]

- L'Institut d'Aprenentatge Jueu (en anglès estatunidenc: Jewish Learning Institute): és un proveïdor de cursos educatius per a adults, l'organització està present a diverses ciutats del Món.[7]

- La Xarxa d'Aprenentatge Jueu (en anglès estatunidenc: Jewish Learning Network) (JNET): és un programa d'estudi telefònic, iniciat l'any 2005.[8]

- La Societat de Publicacions Kehot i Publicacions Merkos: van ser establertes en 1942, les dues editorials han produït més de 100 milions de volums, en una dotzena d'idiomes.[9]

- Merkos Shlichus: és un programa de predicació per als estudiants rabínics, que envia a centenars de "rabins errants", per enfortir la consciència jueva entre les comunitats jueves del Món.[10]

- Merkos Suite 302: és una organització creada per donar suport als Shluchim, els emissaris de Habad, i a les seves comunitats, mitjançant programes com CKids i MyShliach. Merkos 302 també ofereix capacitació i entrenament en lideratge, i tallers per als nous emissaris, per dirigir els capítols de CTeen existents al Món. Existeixen tallers com el programa de joves ambaixadors de Habad, una xarxa global d'activistes, que busca créixer entre els joves i adults de les comunitats jueves locals. El Rabí Mendy Kotlarsky serveix com a director executiu.[11][12]

- CTeen: és la branca juvenil del moviment Habad, i té 100.000 membres repartits pel Món. El seu president és el Rabí Mendy Kotlarsky, qui també serveix com a director executiu de Merkos Suite 302, l'organització que va crear el programa CTeen l'any 2010. A mitjans de 2017, CTeen tenia capítols funcionant per tot el món, en ciutats com: Bangkok, Rio de Janeiro, Leeds, Múnic, Buenos Aires i Nova York.[13][14][15][16]

- L'Oficina Nacional del Campus: és una organització que coordina les activitats de Habad al Campus, una xarxa de centres per a estudiants jueus. Habad al Campus és una organització que roman activa en més de 230 campus universitaris del Món (a l'abril de 2016). Així mateix, l'Oficina Nacional del Campus, coordina les activitats dels centres regionals de Habad en 150 universitats del Món.[17]

- El Comitè Nacional per al Foment de l'Educació Jueva: és una organització benèfica que educa a milers de persones als Estats Units. Va ser fundada el 1940 pel Rabí Yosef Yitzchak Schneerson.[18][19]

- L'Oficina d'Educació de Habad: és un centre de servei, entrenament i guia, per als administradors, educadors, estudiants, parents, i membres de les institucions educatives de Habad.[20]

- Intercanvi de Shluchim: és un servei en línia fundat l'any 2005, va ser creat per facilitar la comunicació entre els 1.500 Shluchim, (emissaris de Habad) que hi ha repartits al Món.[21]

- L'Oficina dels Shluchim: coordina el programa mundial dels emissaris de Habad.[22]